# رباط باش ساروج
رباط باش ساروج مربوط به سده‌های میانه دوران‌های تاریخی پس از اسلام - دوره قاجار است و در شهرستان مشهد، بخش احمدآباد، روستای باش ساروج واقع شده و این اثر در تاریخ ۷ مهر ۱۳۸۱ با شمارهٔ ثبت ۶۳۵۸ به‌عنوان یکی از آثار ملی ایران به ثبت رسیده است.